# Niderviller
Niderviller és un municipi francès, situat al departament del Mosel·la i a la regió del Gran Est. L'any 2007 tenia 1.128 habitants.

## Demografia

### Població
El 2007 la població de fet de Niderviller era de 1.128 persones. Hi havia 439 famílies, de les quals 90 eren unipersonals (49 homes vivint sols i 41 dones vivint soles), 154 parelles sense fills, 150 parelles amb fills i 45 famílies monoparentals amb fills.
La població ha evolucionat segons el següent gràfic:
Habitants censats

### Habitatges
El 2007 hi havia 479 habitatges, 439 eren l'habitatge principal de la família, 5 eren segones residències i 35 estaven desocupats. 395 eren cases i 84 eren apartaments. Dels 439 habitatges principals, 334 estaven ocupats pels seus propietaris, 91 estaven llogats i ocupats pels llogaters i 14 estaven cedits a títol gratuït; 11 tenien dues cambres, 45 en tenien tres, 82 en tenien quatre i 301 en tenien cinc o més. 375 habitatges disposaven pel capbaix d'una plaça de pàrquing. A 181 habitatges hi havia un automòbil i a 220 n'hi havia dos o més.

### Piràmide de població
La piràmide de població per edats i sexe el 2009 era:
| Homes | Edats   | Dones |
| ----- | ------- | ----- |
| 0     | 95 o +  | 0     |
| 0     | 90 a 94 | 4     |
| 4     | 85 a 89 | 8     |
| 12    | 80 a 84 | 24    |
| 4     | 75 a 79 | 12    |
| 24    | 70 a 74 | 28    |
| 20    | 65 a 69 | 24    |
| 36    | 60 a 64 | 36    |
| 40    | 55 a 59 | 28    |
| 44    | 50 a 54 | 48    |
| 32    | 45 a 49 | 40    |
| 52    | 40 a 44 | 36    |
| 40    | 35 a 39 | 56    |
| 32    | 30 a 34 | 20    |
| 32    | 25 a 29 | 28    |
| 36    | 20 a 24 | 24    |
| 32    | 15 a 19 | 48    |
| 44    | 10 a 14 | 36    |
| 36    | 5 a 9   | 40    |
| 28    | 0 a 4   | 12    |

## Economia
El 2007 la població en edat de treballar era de 716 persones, 522 eren actives i 194 eren inactives. De les 522 persones actives 483 estaven ocupades (270 homes i 213 dones) i 39 estaven aturades (11 homes i 28 dones). De les 194 persones inactives 79 estaven jubilades, 48 estaven estudiant i 67 estaven classificades com a «altres inactius».

### Ingressos
El 2009 a Niderviller hi havia 450 unitats fiscals que integraven 1.111,5 persones, la mediana anual d'ingressos fiscals per persona era de 19.324 €.

### Activitats econòmiques
Dels 45  establiments que hi havia el 2007, 2 eren d'empreses extractives, 1 d'una empresa alimentària, 5 d'empreses de fabricació d'altres productes industrials, 6 d'empreses de construcció, 13 d'empreses de comerç i reparació d'automòbils, 1 d'una empresa de transport, 5 d'empreses d'hostatgeria i restauració, 2 d'empreses financeres, 1 d'una empresa immobiliària, 3 d'empreses de serveis, 2 d'entitats de l'administració pública i 4 d'empreses classificades com a «altres activitats de serveis».
Dels 13 establiments de servei als particulars que hi havia el 2009, 1 era una oficina de correu, 1 una oficina bancària, 3 tallers de reparació d'automòbils i de material agrícola, 1 guixaire pintor, 2 fusteries, 2 perruqueries, 2 restaurants i 1 saló de bellesa.
Dels 5 establiments comercials que hi havia el 2009, 1 era una botiga de més de 120 m², 2 fleques, 1 una llibreria i 1 una sabateria.
L'any 2000 a Niderviller hi havia 6 explotacions agrícoles.

## Equipaments sanitaris i escolars
El 2009 hi havia 1 hospital de tractaments de mitja durada (seguiment i rehabilitació) i 1 farmàcia.
El 2009 hi havia una escola elemental.

## Poblacions més properes
El següent diagrama mostra les poblacions més properes.